# کازیونو-کوژورسکی
کازیونو-کوژورسکی (به لاتین: Kazyonno-Kuzhorsky) یک منطقهٔ مسکونی در روسیه است که در شهرستان کوشخابلسکی واقع شده‌است. کازیونو-کوژورسکی ۷۷۴ نفر جمعیت دارد. There are 9 streets.